# اجامنه
اجامنه (به لاتین: Adjaméné) یک منطقهٔ مسکونی در ساحل عاج است که در Bas-Sassandra واقع شده‌است.